# 伊東歯科口腔病院
伊東歯科口腔病院（いとうしかこうくうびょういん）は、熊本県熊本市中央区にある医療機関。医療法人伊東会が運営する歯科の病院である。1939年に伊東武嗣が歯科医院を開設したことに端を発し、2009年5月1日にそれまでの診療所から病院に組織を変更した。大学病院以外で民間の歯科専門病院は日本で初めてである。
主に大学病院が実施する先進医療を2種類実施していること、救急患者については365日24時間体制で診療できる歯科救急センターを保有することが特徴である。病院の理念は、「歯科医療を通じ、健康生活に奉仕する」。

## 診療科
- 歯科
- 歯科口腔外科
- 小児歯科
- 矯正歯科
- 麻酔科

## 医療機関の指定等
- 保険医療機関
- 労災保険指定医療機関
- 指定自立支援医療機関（更生医療・育成医療）
- 生活保護法指定医療機関
- 臨床研修指定病院（単独型・管理型）

## 先進医療
- インプラント義歯
- 歯周外科治療におけるバイオ・リジェネレーション法

## 周辺の施設
- 熊本大学
- 熊本県立済々黌高等学校
- 熊本市立黒髪小学校

## 交通アクセス
- JR九州鹿児島本線ほか熊本駅より産交バス（子1・子7系統）で約26分、一夜塘（いちやども）下車、徒歩約1分。
- 桜町BTより産交バス（子1・子7・子8・子9・子18・子20系統）・熊本電鉄バス（子1・子18系統）で約17分、一夜塘下車、徒歩約1分。